# Giorgio Sommer
Giorgio Sommer (Francoforte sul Meno, 2 settembre 1834 – Napoli, 9 agosto 1914) è stato un fotografo italo-tedesco.

## Biografia
Dopo gli studi commerciali si dedicò completamente alla fotografia, divenendo uno dei più famosi e prolifici fotografi del XIX secolo. Lavorò dapprima in Svizzera, ove produsse immagini in rilievo di montagne per il governo elvetico. Nel 1856 trasferì i suoi affari a Napoli e successivamente (1866) formò un sodalizio con il fotografo tedesco Edmund Behles (noto anche come Edmondo Behles) che possedeva uno studio a Roma. Operando dai rispettivi studi a Napoli e a Roma, Sommer e Behles divennero i più prolifici produttori di fotografie in Italia.
Il suo catalogo includeva immagini dai Musei Vaticani, dal Museo archeologico nazionale di Napoli, le rovine romane a Pompei, ma anche strade ed architetture di Napoli, Firenze, Pisa, Roma, Capri e Sicilia. Le più notevoli fra tutte sono quelle da lui pubblicate nell'album Dintorni di Napoli, che conteneva più di un migliaio di immagini di architetture e "scene di vita quotidiana" a Napoli. Le "scene di vita quotidiana" erano, in realtà, ricostruite in studio, essendo all'epoca impossibile, per i tempi d'esposizione, riprendere soggetti in movimento; esse sono spesso macchiate da un vieto folklore. Nel 1872, documentò l'eruzione del Vesuvio in una serie di affascinanti fotografie.
Sommer e Behles parteciparono a numerose esposizioni vincendo innumerevoli premi e riconoscimenti per la loro opera (Londra 1862, Parigi 1867, Vienna 1873, Norimberga 1885). Infine, Sommer fu nominato fotografo ufficiale di Re Vittorio Emanuele II d'Italia.
Oltre alle fotografie, Sommer produsse stereografie, illustrazioni per libri, biglietti da visita.
Grazie allo straordinario successo riscontrato, aprì nuovi studi a Napoli: oltre quello in Via Chiaia 168, due a Via Monte di Dio e uno in Piazza della Vittoria. Si spense a Napoli nel 1914.